# Cachito de cielo
Cachito de cielo é uma telenovela mexicana, produzida por Roberto Gómez Fernández e Giselle González para a Televisa e exibida pelo Las Estrellas entre 11 de junho a 9 de novembro de 2012, em 110 capítulos, substituindo Amorcito corazón e sendo substituída por La mujer del vendaval. A história é baseada no filme O Céu Pode Esperar. 
A trama é protagonizada por Maite Perroni e Pedro Fernández, participação de Mane de la Parra e antagonizada por Cynthia Klitbo, Jorge Poza, Rafael Inclán e Esmeralda Pimentel, e atuação estelar de Azela Robinson.

## Sinopse
Renata Landeros de Franco é uma jovem jornalista que está apaixonada por Adrian Gomes "Cachito". Ambos estão felizes, até que durante uma partida de futebol, Cachito é atingido por um raio e morre. O problema é que Cachito não estava programado para morrer. Ao chegar lá no céu, Cachito se encontra com três anjos. Dois deles são anjos executivos (Ezequiel e Ariel), que rodam a Sala de Espera do Celestial, que é como uma sala de espera do aeroporto celestial para pessoas vinculadas para o céu. O espírito de Cachito foi tirado de seu corpo por erro, sendo assim ele tinha autorização pra poder voltar à Terra. 
No entanto, os dois anjos agem como demônios, pois estão interessados em seu erro nunca ser descoberto.  Muito egoisticamente estes dois anjos decidem levar Cachito de volta pra Terra como sacerdote, mas um sacerdote em sua própria paróquia. Então Cachito é possuido  um corpo de um sacerdote, Salvador Santillán "Padre Chava". Porém ele está proibido de revelar que ele é Cachito sob pena de ser removido da terra pra sempre. 
Aceitando essas condições, Cachito recomeça sua vida reencarnado como um novo padre da paróquia em que sua família vivia. 
No entanto, Cachito ainda quer sua namorada e mãe; Enquanto ele luta pra revelar sua identidade, os anjos lutam para impedi-lo de fazer isso. Assim, um conflito segue entre Cachito-Salvador e os anjos intrometidos. Parte da estratégia dos anjos é enviar um terceiro anjo com ele, para que seja seu anjo da guarda. Volta e meia, os anjos fazem aparições na terra como vários tipos de pessoas.

## Elenco
- Maite Perroni - Renata Landeros de Franco
- Pedro Fernández - Salvador Santillán / Adriano Gómez Obregón "Cachito"
- Mane de la Parra - Adriano Gómez Obregón "Cachito"
- Cynthia Klitbo - Adela Silva de Salazar "Paty"
- Jorge Poza - Fabio Montenegro
- Rafael Inclán - Ernesto Landeros "Pupi"
- Azela Robinson -  Teresa De Franco de Landeros "Tetê"
- Cecilia Gabriela - Isabel Obregón Vda. de Gómez
- Pablo Lyle - Matías Salazar Silva / Matías Landeros Silva
- Sofía Castro - Sofía Salvaterra
- César Bono - Lucas
- Juan Carlos Barreto - Tristão Luna / Estêvão Rubio
- Raquel Pankowsky - Socorro Obregón "Cora"
- Adalberto Parra - Reynaldo Salazar
- Otto Sirgo - Gustavo Mendiola
- Esmeralda Pimentel - Mara Magana
- Adanely Núñez - Julia
- Eduardo España - Ariel
- Juan Carlos Colombo - Ezequiel
- Anahí Allué - María Pilar "Pili"
- Ariane Pellicer - Ofélia
- José Ángel Bichir - Guillermo "Memo"
- Alfredo Gatica - Darío Fernández
- Elizabeth Valdez - Diana Gómez Obregón
- Tony Balardi - Jaime "El Chambitas"
- Claudio Roca|Claudio Rocca - Alfonso "Poncho" Núñez''
- Adriana Goss - Gabriela "Gaby"
- Michelle González - Michelle "Mich"
- Eduardo Liñán - Adolfo Salvateerra
- Julio Arroyo - Lic. Jiménez
- Miguel Garza - Lic. Treviño
- Pedro Romo - Queiroz
- Jéssica Mas - Sônia Serrano
- Gemma Fernández - Gena
- Marcus Ornelas - Roberto
- Jana Raluy - Beauty
- Gabriela Zamora - Dora
- Guillermo Avilán - Jack
- Iván Caraza - Sergio
- Mercedes Vaughan
- Maya Mishalska
- Rogelio Báez
- Luis Fernando Zárate
- Luis Orozco
- Ronald Duarte
- Alejandro Durán
- Jorge Sánchez
- Jimena Álvarez
- Jorge Pietrasanta
- Evelyn Solares
- Alea Yólotl
- Marcela Morett
- Araceli Adame
- Floribel Alejandre
- Mario Beller
- Héctor Berzunza
- Nicolás Vanoni
- Lenny Zundel
- Samadhi Zendejas

## Repercussão
A trama foi alvo de várias críticas, principalmente por parte do público católico. Eles não aceitavam o romance da protagonista com um padre, que era encarnação do antigo namorado dela. A primeira reação do público foi sentida pela baixa audiência. 
Mediante à grande pressão, os produtores tiveram que mudar a história para tentar salvar a trama. 
No fim, a produtora Giselle González admitiu que a novela ofendeu a religião e o público e como houve mais críticas negativas do que positivas, a trama foi encerrada antes do tempo previsto.
A atriz e cantora Maite Perroni teve a atitude de defender a novela das críticas, afirmando que a trama sempre foi planejada pra ser uma comédia e que nunca teve a intenção de ofender a ninguém. 

## Exibição no Brasil
Foi exibida pelo canal pago TLN Network entre 27 de julho a 25 de dezembro de 2020 substituindo Amigas e Rivais e sendo substituída por A Feia Mais Bela sob o título de Cachito do Céu.

## Audiência
| Horário             | # Eps. | Estreia             | Estreia           | Final                 | Final           | Posição | Temporada | Classificação geral |
| Horário             | # Eps. | Data                | Primeiro capítulo | Data                  | Último capítulo | Posição | Temporada | Classificação geral |
| ------------------- | ------ | ------------------- | ----------------- | --------------------- | --------------- | ------- | --------- | ------------------- |
| Segunda—Sexta 18:15 | 110    | 11 de junho de 2012 | 22                | 9 de novembro de 2012 | 21              | #1      | 2012      | 15                  |

O primeiro capítulo teve média de 21,9 pontos. Essa foi a maior audiência da trama, já que ela não conseguiu manter esses números. A menor audiência é de 12,7 pontos, alcançada em 14 de setembro de 2012. O último capítulo teve média de 21 pontos. A novela terminou com média de 15,2 pontos, índice considerado baixo.